# Пойнт-Мей
Пойнт-Мей (англ. Point May) — містечко в Канаді, у провінції Ньюфаундленд і Лабрадор.

## Населення
За даними перепису 2016 року, містечко нараховувало 231 особу, показавши скорочення на 0,9%, порівняно з 2011-м роком. Середня густина населення становила 3,6 осіб/км².
З офіційних мов обидвома одночасно не володів жоден з жителів, тільки англійською — 230.
Працездатне населення становило 47,7% усього населення, рівень безробіття — 47,6% (50% серед чоловіків та 62,5% серед жінок). 90,5% осіб були найманими працівниками, а 9,5% — самозайнятими.

## Клімат
Середня річна температура становить 5,3°C, середня максимальна – 18,4°C, а середня мінімальна – -7,9°C. Середня річна кількість опадів – 1 366 мм.
| Клімат поселення                              | Клімат поселення | Клімат поселення | Клімат поселення | Клімат поселення | Клімат поселення | Клімат поселення | Клімат поселення | Клімат поселення | Клімат поселення | Клімат поселення | Клімат поселення | Клімат поселення | Клімат поселення |
| Показник                                      | Січ.             | Лют.             | Бер.             | Квіт.            | Трав.            | Черв.            | Лип.             | Серп.            | Вер.             | Жовт.            | Лист.            | Груд.            |                  |
| Середній максимум, °C                         | 0,45             | −0,39            | 1,97             | 6,24             | 10,15            | 14,22            | 16,40            | 18,42            | 15,68            | 11,01            | 6,73             | 2,33             |                  |
| Середня температура, °C                       | −3,29            | −4,12            | −1,77            | 2,48             | 6,42             | 10,47            | 13,58            | 15,61            | 12,89            | 8,19             | 3,93             | −0,47            |                  |
| Середній мінімум, °C                          | −7,02            | −7,86            | −5,52            | −1,23            | 2,68             | 6,72             | 10,77            | 12,79            | 10,08            | 5,39             | 1,10             | −3,29            |                  |
| Норма опадів, мм                              | 119              | 106              | 110              | 105              | 104              | 103              | 93               | 97               | 124              | 138              | 143              | 124              |                  |
| Середньомісячна швидкість вітру, м/с          | 9.15             | 8.49             | 7.89             | 6.80             | 5.70             | 5.10             | 4.80             | 5.10             | 5.97             | 7.00             | 7.99             | 8.85             |                  |
| Середньомісячна сонячна радіація, кДж/м²·день | 3786             | 6577             | 10838            | 14387            | 17788            | 19257            | 18582            | 16218            | 12549            | 7659             | 4317             | 3071             |                  |
| --------------------------------------------- | ---------------- | ---------------- | ---------------- | ---------------- | ---------------- | ---------------- | ---------------- | ---------------- | ---------------- | ---------------- | ---------------- | ---------------- | ---------------- |
| Джерело:                                      |                  |                  |                  |                  |                  |                  |                  |                  |                  |                  |                  |                  |                  |